# Dumbrava (Mehedinți)
Dumbrava es una comuna ubicada en el distrito de Mehedinți, Rumania.

## Superficie
Cuenta con una superficie de 76,60 kilómetros cuadrados.

## Demografía
Hasta 2021 la población era de 1191 habitantes, con una densidad de población de 15,55 habitantes por kilómetro cuadrado.
| Gráfica de evolución demográfica de Dumbrava entre 1992 y 2021                       |
|                                                                                      |
| Datos según City Population y Population statistics of Eastern Europe & former USSR. |